# Прапор секеїв
Прапор секеїв (угор. Székely zászló; рум. Drapelul secuilor) — це прапор, який використовується угорською громадою секеїв Румунії. Це блакитний прапор із золотою смугою, «сонячною зіркою» та півмісяцем, які обидва сприймаються як давні символи секеїв. Національна рада секеїв затвердила проєкт прапора Адама Коньї 2004 року і відтоді він є символом для народу секеїв. Влада Румунії наклала деякі обмеження, за яких умов може бути вивішений прапор, що нібито сприяло його популярності.
Стверджується, що як символи прапора, так і його кольори є традиційними символами секелїв. Щодо останнього, точних доказів немає, але півмісяць і сонце використовуються принаймні з XV століття в Трансильванії. Однак використання «сонячної зірки», як її визначив Коня, є суперечливим, оскільки вона не відповідає геральдичним правилам. Окрім блакитно-золотого, існує ще одна неофіційна версія прапора секеїв — червоно-чорного, що використовується деякими групами та організаціями секеїв.

## Дизайн

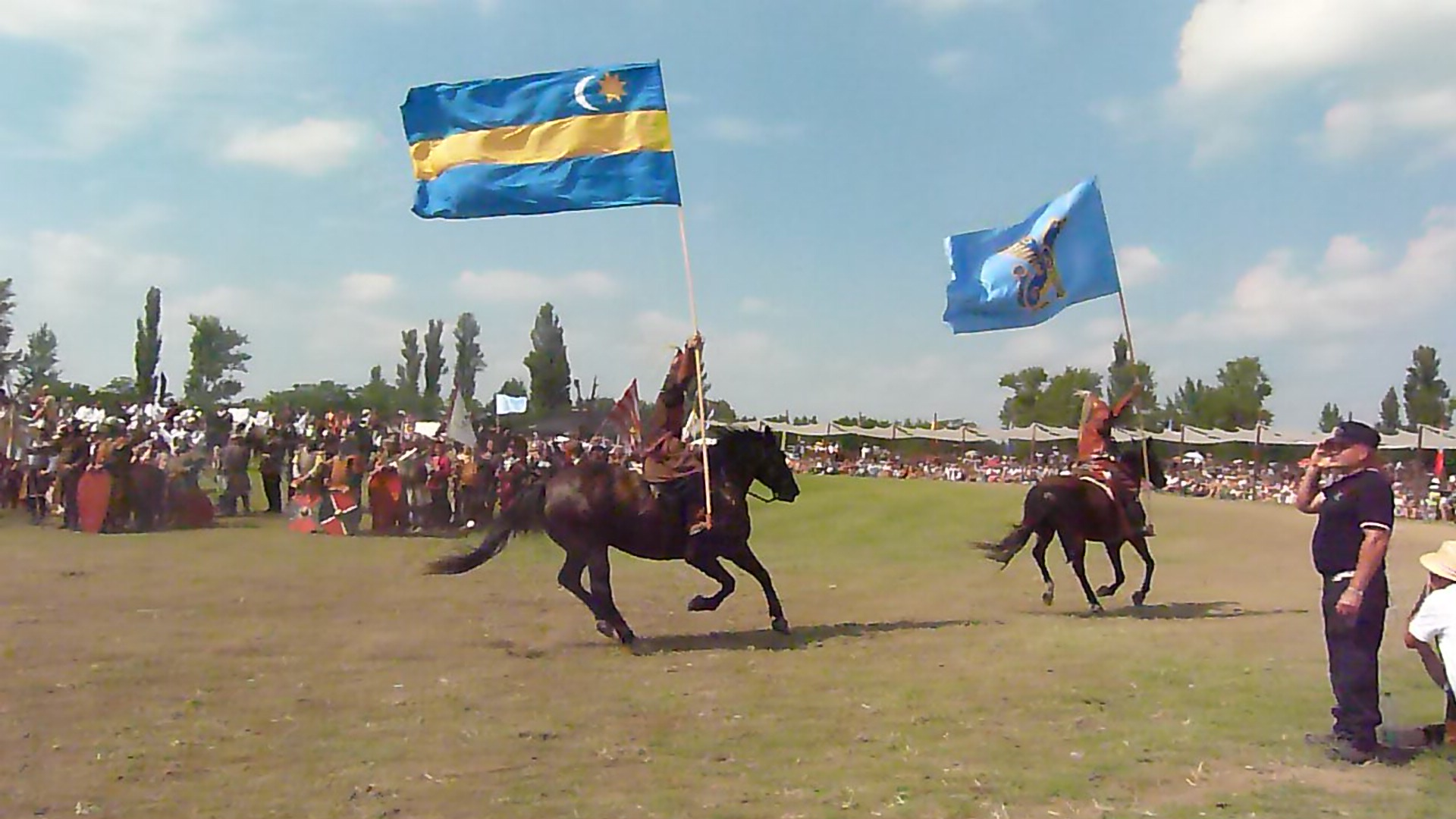
Прапор секеїв, що вивішується на Великому Курултаї 2014 року в Бугаці, Угорщина

Прапор Секелісів був розроблений Адамом Конею та офіційно прийнятий 2004 року. Це синій прямокутний прапор із співвідношенням 2:3. Блакитний (блакитний) фон обтяжений горизонтальною золотистою смугою у співвідношенні 2:1:2. Збоку флагштока у верхній синій смузі — восьмиконечна золота зірка та срібний півмісяць.
Згідно з оригінальним описом прапора Коні, восьмиконечна «сонячна зірка» символізує вісім історичних місць секеїв (Бардок-Міклошваршек, Сікшек, Гієржешек, Кезішек, Марошек, Орбаїшек, Сепсішек і Удвашешек). Півмісяць і сонце вже в XVI столітті вважалися символами секеїв. Насправді, в 1580 році вони з'явилися як складові герба Князівства Трансильванія, а Трансильванський сейм прийняв їх як офіційні символи секеїв в 1659 році. Згодом півмісяць і сонце почали з'являтися на прапорах та гербах місць секеїв.
Стверджувалося, що кольори прапора, синій та золотий, використовувались у військових прапорах князя Трансильванії Мойсея Секелі, і що синьо-золоті кольори, використані в гербі округу Марос-Торда, є підтвердженням кольори античності як символів секеїв, але це не підтверджується. Також прапор Мойсея Секелі був не синьо-золотим, а синьо-білим.
Експерти також критикували, що сонце, представлене на прапорі секеїв, не відповідає геральдичним правилам, не є геральдичним сонцем, а насправді навіть не зіркою, а скоріше нагадує візерунки тканини секеїв.

### Червоно-чорний варіант

Червоно-чорна версія прапора секеїв

Також існує ще одна неофіційна версія прапора секеїв, відома деяким людям як «старий» або «бойовий прапор» секеїв. Насправді ця версія не має історичного прецеденту, оскільки вона була створена у другій половині ХХ століття в районі Чішек, використовуючи основні кольори типового жіночого народного костюма секеїв як «повстання» проти румунської влади. Сьогодні він в основному використовується жителями Чекшека, дехто помилково вважає його старим, традиційним прапором секеїв.
Чорно-червона версія використовується Всесвітнім союзом секеїв, зареєстрованим у США; і йому також надають перевагу мотоциклісти та рокери.

## Історія

### Перші символи секеїв та військові прапори

Прапор секеїв (1500)

Прапор секеїв, який використовувався в битві при Гуруслау

Одним з найдавніших символів секеії є герб XV століття, що складається з руки в латах, що тримає меч на червоному тлі; меч пронизує золоту корону, серце та голову ведмедя, причому по обидва боки від останнього є зростаючий місяць та шестикутна зірка. Інші військові прапори Секелі того часу, ймовірно, також мали ці кольори та символи.
Можливо, сьогоднішній офіційний прапор можна віднести до часів трансильванського князя Мойсея Секелі. Його військові прапори привели вояків-секеїв в битві при Гуруслау 3 серпня 1601, але після їх поразок, прапори були захоплені і відправлені в тодішню столиці Габсбургів — Прага. Трансильванські прапори, які були захоплені, були опубліковані в дослідженні 1893 року Сандор Міки Erdélyi hadizászlók 1601-ből («Трансильванські військові прапори з 1601 року»).
До ХІ століття для секеїв не існувало єдиного прапора. До 1876 р. Кожне місце секеїв використовувало власні символи як самостійну політичну одиницю, а потім аж до Тріанонського договору — державних символів Угорщини. У наш час угорці Румунії почали використовувати угорський прапор, розміщуючи його на будівлях. Однак прийнятий у 1994 р. і доповнений у 2001 р. закон Румунії забороняв неофіційне вживання прапорів «іноземних держав», зокрема Угорщини, унеможливлюючи використання угорського прапора.

### Офіційний прапор

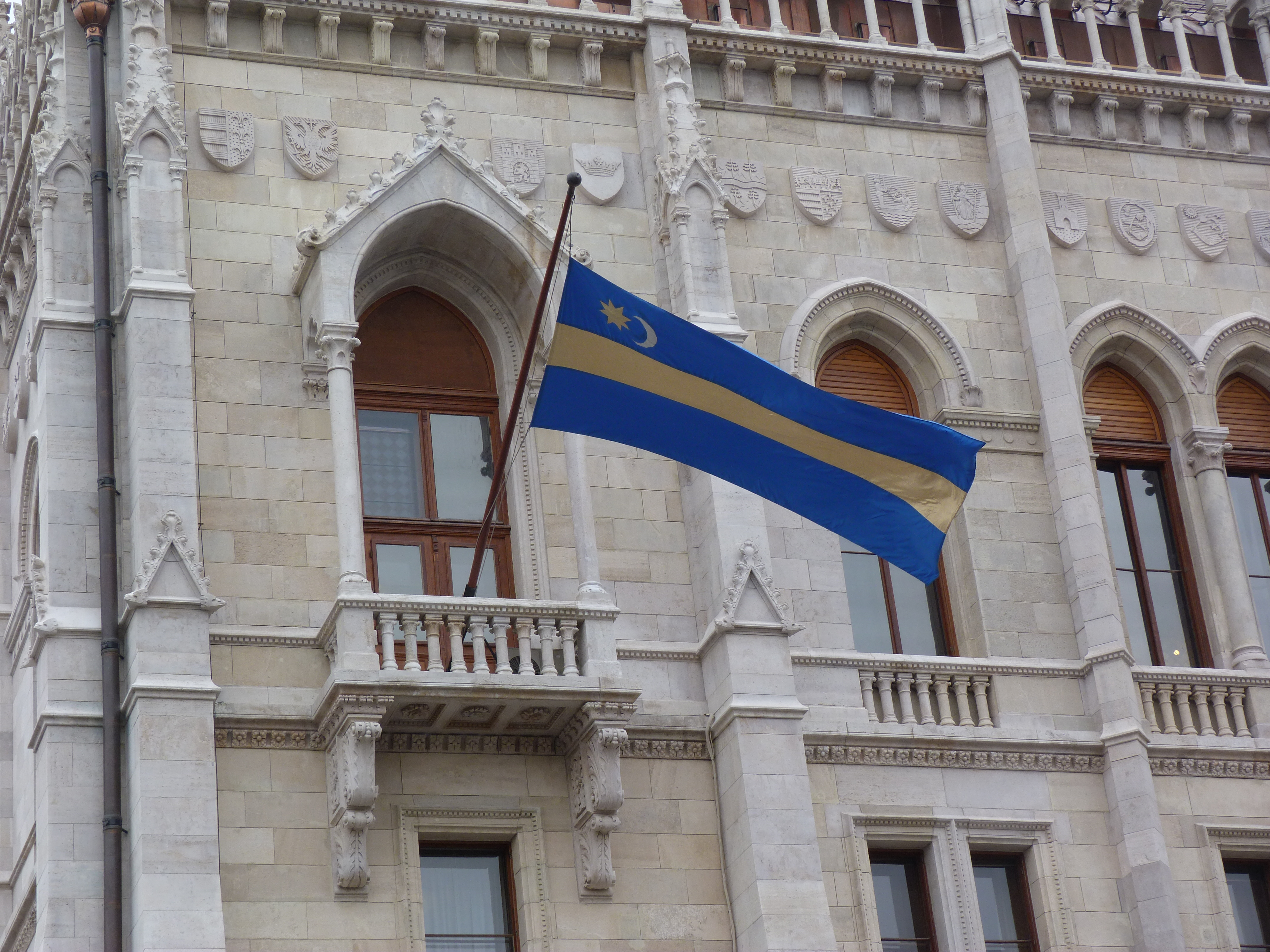
Прапор секеїв майорить на будівлі парламенту Угорщини в Будапешті

У 2003 році була створена Національна рада секеїв. Вона прийняла блакитний та золотий прапор секеїв та герб Адама Коні на основі старих емблем секеїв як свої власні символи.
Оскільки ця рада є головним захисником руху за автономію секеїв, ці символи незабаром стали вираженнями згуртованості, співпраці та самоідентичності секеїв. Поки популярність прапора почала поступово зростати, преса та люди стали називати його «прапором Секеїв». 5 вересня 2009 року організація секеїв оголосила ці символи прапором та гербом Секейської землі. Стверджувалося, що румуни не можуть пов'язувати заяви секеїв про автономію з угорськими іредентистськими ідеями, використовуючи прапор секеїв, оскільки на ньому немає навіть жодного символу угорської держави.
У наступні роки, прапор секеїв почне з'являтися на кількох громадських будівлях, а також на будівлях населених місць секеїв, таких як Чумань (Gyergyócsomafalva) у 2005 р. у Сфинту-Георге (Sepsiszentgyörgy) у 2009 році, а інші пізніше. Відповіддю Румунії на це стали численні остаточні рішення, винесені з 2013 року, згідно з якими символи секеїв повинні бути вилучені з усіх громадських будівель та приміщень, включаючи їх інтер'єр. Щоб посилити це, у 2015 році було прийнято новий закон, який ще більше обмежував використання прапорів секеїв.
На думку деяких, популярність і значення прапора секеїв можна певною мірою пояснити переслідуванням та кампанією проти нього румунської влади. За словами угорського журналіста Левенте Балога, «якби вони не розпочали кампанію проти нього, не багато людей, крім її винахідника, були б зацікавлені в ній. Таким чином, однак, це також було випалено у свідомості тих, хто і так мало пов'язаний із секеями, і сьогодні воно усюди розглядається як символ меншості, що переслідується шовіністичною владою».
Він також використовується в деяких місцях Угорщини. Фактично, його почали піднімати на будівлі парламенту Угорщини в Будапешті 15 лютого 2013 року, а також на кількох муніципальних будівлях у країні.